# Erna och Victor Hasselblads stiftelse

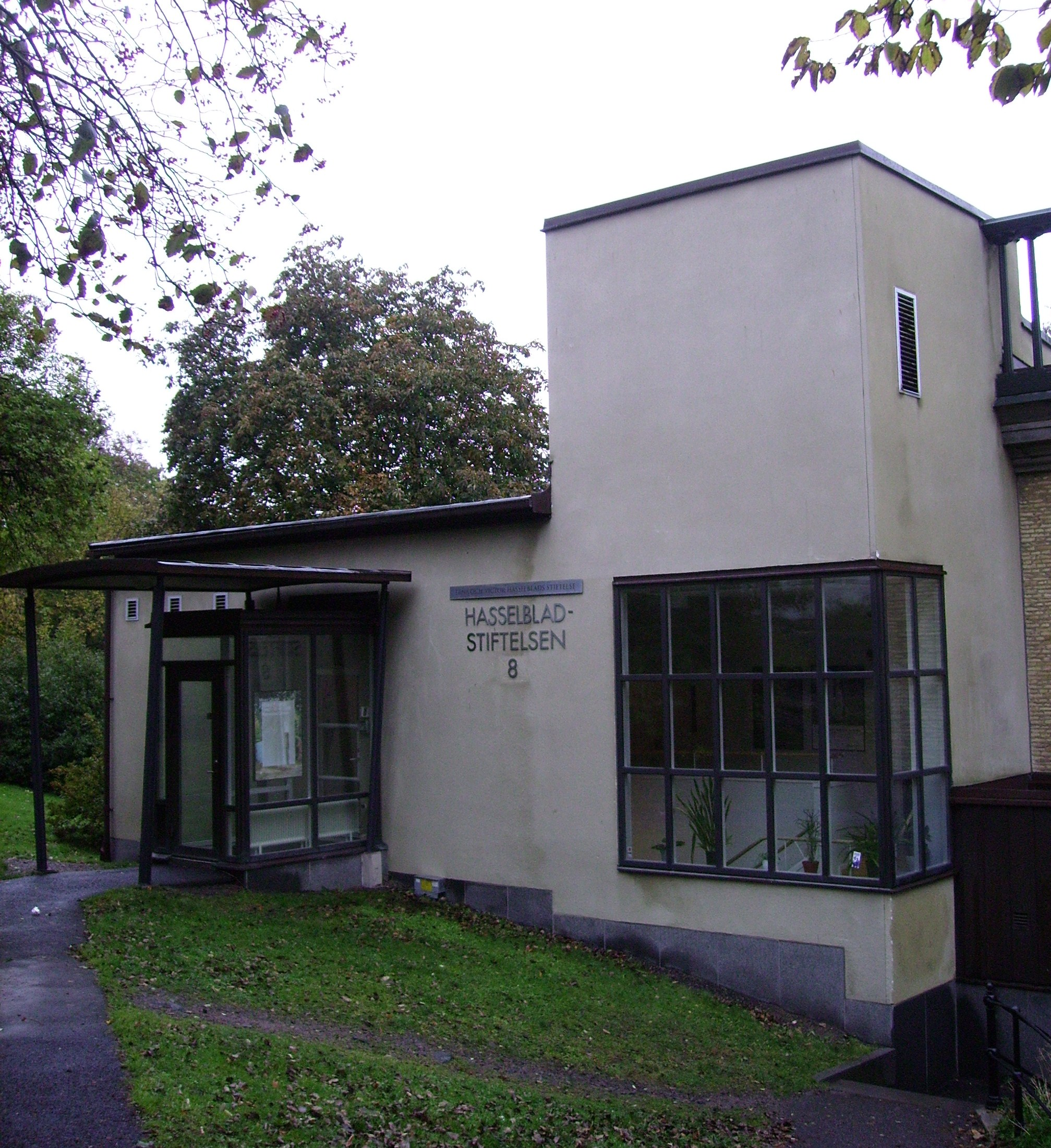
Hasselbladstiftelsen, i Lorensbergs villastad i Göteborg

Erna och Victor Hasselblads stiftelse bildades 1979 av Erna Hasselblad (1914–1983) och är en oberoende stiftelse utan vinstintresse. Vid sin död 1978 testamenterade hennes man Victor Hasselblad 78 miljoner kronor till de ändamål som stiftelsen upprättades för. Den har till huvudsakligt ändamål att främja vetenskaplig undervisning och forskning inom det naturvetenskapliga området och inom fotografin. 
Sedan 1980 har stiftelsen årligen delat ut det internationella pris i fotografi Hasselbladpriset för "framstående fotografisk gärning", utom 1983, det år Erna Hasselblad avled. Priset är (2016) på en miljon kronor och delas ut på hösten i samband med att en utställning anordnad med den prisbelönta fotografens verk samt utgivandet av en bok.